# Tradewinds
Tradewinds est une census-designated place située dans le comté de San Patricio, dans l’État du Texas, aux États-Unis. Sa population s’élevait à 180 habitants lors du recensement de 2010.